# 小原重孝
小原 重孝（おばら しげたか、1899年10月24日 - 1971年7月13日）は、日本の陸軍軍人。最終階級は陸軍大佐。小原 重厚と表記する文献も有る。

## 経歴
東京府出身（北海道札幌市出身とする資料も有り）。司法官・小原文太郎の長男として生まれる。札幌一中卒を経て、1920年（大正9年）5月、陸軍士官学校（32期）を卒業。同年12月、歩兵少尉に任官し、歩兵第25連隊付となる。陸士予科生徒隊付などを経て、1929年（昭和4年）11月、陸軍大学校（41期）を卒業し、歩兵第25連隊中隊長となる。
1930年（昭和5年）12月、参謀本部付勤務（ロシア班）となる。同年、ロシア班長の橋本欣五郎が結成した桜会に参加。橋本の腹心の一人として、長勇・田中弥・天野勇らとともに、1931年（昭和6年）の三月事件・十月事件の謀議に加わる。十月事件における小原の役割は、警視庁の襲撃であった。計画は事前に発覚するが、処分は橋本・長らと同様軽いものであった。同年12月、関東軍司令部付・満州里特務機関長に就任。
1934年（昭和9年）3月、第4師団参謀。1935年（昭和10年）8月、歩兵少佐となり、1936年（昭和11年）6月、イラン公使館付駐在武官。同年12月、歩兵第45連隊大隊長となり、翌1937年（昭和12年）の日中戦争に出征。同年12月の南京攻略戦にも参加している。1938年（昭和13年）3月、歩兵中佐となり、同年7月、第1軍参謀に就任。1939年（昭和14年）5月、近衛師団参謀。南支那方面軍麾下の近衛混成旅団として、同年11月の南寧作戦に参加。留守近衛師団参謀を経て、1940年（昭和15年）8月、陸軍大佐に昇進し、第25師団参謀長となる。
日米開戦後の1942年（昭和17年）3月、陸軍歩兵学校教官に就任。同年11月、第2師団麾下の歩兵第29連隊長に補され、ガダルカナルの戦いに参加する。だが、同連隊は10月の戦闘で、古宮正次郎前連隊長以下半数以上の将兵を失い、生存者も大半が負傷者・疾病者という悲惨な状況下にあった。さらに、補給路を絶たれたことによる、深刻な食糧不足がそれに追い討ちをかけていた。小原の着任後は、師団予備として海岸警備に従事するが、止む事のない米軍の攻撃と、飢えと疫病により死者の数は増え続け、翌1943年（昭和18年）2月の撤退時の兵員は、上陸時の約2500名に対し約300名という惨状であった。
1943年3月、留守近衛師団司令部付。同年12月、支那派遣軍直轄の第2野戦鉄道司令部高級部員に就任し、南京に赴任。そのまま同地で終戦を迎え、1946年（昭和21年）4月、復員。

## 栄典
外国勲章佩用允許
- 1941年（昭和16年）12月9日 - 満州帝国：建国神廟創建記念章[4]